# Falcon 1e
Il Falcon 1e sarebbe stato una versione migliorata del Falcon 1, prodotto da SpaceX. Il Falcon 1e avrebbe avuto un primo stadio più performante, motori più potenti, fairing più grandi e sarebbe stato parzialmente riutilizzabile. Il suo primo lancio era pianificato per metà 2011, ma il progetto fu annullato col ritiro del Falcon 1 poiché, come dichiarato da SpaceX, non c'era abbastanza domanda. I carichi che avrebbe dovuto trasportare furono lanciati come carichi secondari di Falcon 9.

## Design
Il Falcon 1e era progettato per essere 6.1 m più lungo del Falcon 1, con una lunghezza totale di 27.4 m, mentre il diametro sarebbe stato lo stesso: 1,7 m. Il primo stadio ha una massa a vuoto di 2580 kg, spinto da un motore Merlin 1C che avrebbe usato 39 tonnellate di propellente tra ossigeno liquido e RP-1. L'accensione del primo stadio sarebbe durata 169 secondi. Il secondo stadio invece ha una massa a vuoto di 540 kg e sarebbe stato spinto da un Kestrel 2 consumando 4 tonnellate di propellente. Il Kestrel 2 sarebbe potuto restare acceso per 418 s.
Era pianificato di cambiare il tipo di lega Al-Li del secondo stadio rispetto alla versione base.

## Lanci
Il Falcon 1e dova essere lanciato da Omelek Island, nell'atollo Kwajalein (isole Marshall), e da Cape Canaveral, SpaceX ha annunciato inoltre che sarebbero stati presi in considerazione altri siti fintanto che "ci sarà motivo per un nuovo sito di lancio". Dopo un volo dimostrativo era pianificato che il Falcon 1e avrebbe lanciato 18 satelliti Orbcomm O2G. EADS Astrium sarebbe stata la responsabile per il marketing del Falcon 1e in Europa.